# Objaw Smrekera
Objaw Smrekera – wyczuwalne pod palcem opartym na błonie śluzowej wyrostka zębodołowego ruchy szczytu korzenia opukiwanego zęba. Zjawisko to jest objawem chorób ozębnej, w wyniku których zewnętrzna blaszka wyrostka zębodołowego uległa zniszczeniu przez toczący się proces zapalny. 